# Leif Gunnar Smerud
Leif Gunnar Smerud (Stavanger, 24 gennaio 1977) è un allenatore di calcio ed ex calciatore norvegese, di ruolo centrocampista.

## Carriera

### Giocatore

#### Club
Smerud ha debuttato nell'Eliteserien con la maglia del Lillestrøm, sostituendo Ole Einar Martinsen nella sconfitta per 1-0 contro lo Strømsgodset, in data 4 maggio 1997.
Ha vestito successivamente la maglia del Viking, dove non ha giocato nessuna partita di campionato. Durante questo periodo, è stato ceduto in prestito al Vidar. È stato allora acquistato dal Mandalskameratene, neopromosso in 1. divisjon, nel 2003. Ha esordito in squadra il 13 aprile, nel successo per 1-0 sullo Start. Il 21 aprile ha segnato la prima rete, nella vittoria per 1-0 sull'HamKam.
Nel 2004 è passato al Lyn Oslo. Il primo incontro in campionato, con questa squadra, lo ha giocato il 22 agosto: ha sostituito Mounir Hamoud nel pareggio per 1-1 contro l'HamKam. Il 24 ottobre ha segnato la prima rete, su calcio di rigore, nel pareggio per 1-1 contro il Lillestrøm.

#### Nazionale
Smerud ha giocato 5 partite per la Norvegia under 21. Ha debuttato il 13 febbraio 1997, subentrando a Daniel Berg Hestad nel successo per 4-0 contro la Corea del Sud.

### Allenatore
Nel 2007, Smerud è diventato allenatore del Mandalskameratene, a partire dal mese di maggio.
Dal 1º gennaio 2011, è diventato tecnico dell'Hønefoss. Il 23 novembre 2013, la squadra ha annunciato la separazione dall'allenatore, al termine della stagione.
Il 27 febbraio 2014 è stato ufficialmente presentato come nuovo commissario tecnico della Norvegia Under-21. Il 7 ottobre 2016 ha rinnovato il contratto con la federazione per altri due anni.
Il 14 ottobre 2016, la federazione norvegese ha reso noto che Smerud avrebbe guidato la Nazionale femminile norvegese in occasione della sfida del successivo 24 ottobre contro la Svezia, a seguito delle dimissioni del precedente commissario tecnico Roger Finjord. Il 16 novembre 2020, in occasione della partita di UEFA Nations League 2020-2021 contro l'Austria, a causa della positività al Coronavirus di alcuni componenti della prima squadra, viene incaricato di allenare la squadra per la consueta partita.
È riuscito a condurre la Norvegia Under-21 alla qualificazione al campionato europeo di calcio Under-21 2023. Al termine della manifestazione, ha lasciato l'incarico.
Il 5 settembre 2023 è tornato a ricoprire il ruolo di commissario tecnico della Nazionale femminile, con un contratto valido fino al termine dell'anno solare.

## Palmarès

### Giocatore

#### Competizioni nazionali
- Coppa di Norvegia: 1

Viking: 2001

### Allenatore

#### Competizioni nazionali
- 1. divisjon: 1

Hønefoss: 2011